# Verkkosaaret (ö i Mellersta Finland, Jyväskylä)
Verkkosaaret är en ö i Finland. Den ligger i sjön Päijänne och i kommunen Jyväskylä i den ekonomiska regionen  Jyväskylä ekonomiska region  och landskapet Mellersta Finland, i den södra delen av landet, 210 km norr om huvudstaden Helsingfors. Öns area är 1,2 hektar och dess största längd är 310 meter i sydöst-nordvästlig riktning.  Notera att namnet antyder att det är fråga om flera öar.